# 18284 Церетелі
(18284) Церетелі (англ. Tsereteli) — астероїд, що належить до групи астероїдів, які перетинають орбіту Марса. Він був відкритий 10 серпня 1970 року радянськими астрономами в Кримській обсерваторії. Астероїд названо на честь радянського скульптора Зураба Церетелі.

## Орбіта та фізичні характеристики
- Орбітальний період астероїда становить 3,37 року (1230,3 доби).
- Ексцентриситет орбіти: 0,2731.
- Велика піввісь орбіти: 2,2498 астрономічних одиниць.
- Перигелій: 1,6347 а.о.
- Афелій: 2,8650 а.о.
- Нахил орбіти до екліптики: 6,188°.

Діаметр астероїда складає близько 4,062 км. Альбедо (відбивна здатність поверхні) — 0,294. Астероїд належить до спектрального класу S. Період обертання навколо власної осі становить 2,752 години.